# Erich A. Bardon
Erich Adolf Bardon (* 22. September 1901 in Stanislau, damaliges österreichisches Kronland Galizien; † 19. Juli 1957 in Stockholm, Schweden) war ein Künstler, der überwiegend figurativ malte, Aquarelle, Ölgemälde und Grafiken (Radierungen und Kupferstiche).

## Leben
Erich A. Bardon studierte Kunst in Dresden, von 1920 bis 1923 Grafik an der Staatlichen Akademie für Kunstgewerbe und dann von 1924 bis 1928 Malerei an der Staatlichen Hochschule für Bildende Künste (HfBK). Seine Lehrer waren Ferdinand Dorsch, Max Feldbauer, Otto Gussmann und Otto Hettner. Mehrere Stipendien ermöglichten Studienreisen nach Polen, Tschechoslowakei, Österreich, Frankreich und Schweden. Einige seiner Bilder entstanden auch in Italien und Griechenland / Kreta.
In der Zeit des Nationalsozialismus war Bardon Mitglied der Reichskammer der bildenden Künste. Er nahm als Soldat der Wehrmacht am Zweiten Weltkrieg teil ging nach der Kriegsgefangenschaft wieder nach Riesa, wo er mit seiner Familie in der Rudolf-Breitscheid-Str. 17 wohnte. 1946 beteiligte er sich in Riesa an der vom Kulturbund ausgerichteten Kunstausstellung der schaffenden Künstler von Riesa und Umgebung. Er zog 1947 mit seiner Familie nach Goch, wo er auch Weinetiketten und Reklame malte, und 1950 nach Stockholm. Ende 1950 wurde im Norrmalmstorg eine erste eigene Ausstellung mit etwa 70 Gemälden arrangiert. Sie umfasste Aquarelle, Ölgemälde und Radierungen mit Motiven aus Sizilien, Rimini, Kreta, Gardasee, Dresden und Goch sowie mehrere Motive in Stockholm, z. B. Molins Fontän, das Rathaus, die Oper, Riddarholmen, das Schloss oder die Große Kirche (Storkyrkan).
Im Frühjahr 1955 war Bardon einer der Künstler, die sich für den Posten des Direktors an der Kunsthochschule Valand in Göteborg bewarben.

## Werk
In Bardons Kunst gibt es natürliche und urbane Umgebungen, Stillleben und Porträts, aber auch abstrakte Motive. Motive seines grafischen Werkes sind z. B. der Dresdner Zwinger und ein grafisches Bild mit allen Päpsten im Laufe der Geschichte. Er hat auch dunklere Werke gemalt von Menschen mit verzerrter Miene. Im Kupferstichkabinett Dresden befindet sich ein von Bardon um 1925 entworfenes Veranstaltungsplakat. Von einem frühen Besuch in Stockholm im Jahr 1926 enthalten die Sammlungen der Königlichen Bibliothek in Stockholm ein Werbebild/Poster, das Bardon im Auftrag von Kaufhaus NK angefertigt hat.
In den 1950er Jahren malte Bardon mehrere Motive aus Stockholm, Stillleben und eine Sammlung namens „Paradiese“, zehn Gemälde mit verschiedenen fantasievollen Motiven, die das Paradies darstellen.

## Sicher belegte Teilnahme an Ausstellungen in der Zeit des Nationalsozialismus
- 1943: Dresden, Brühlsche Terrasse („Große Dresdner Kunstausstellung“)
- 1943: Dresden, Galeriegebäude Brühlsche Terrasse („Soldat und Künstler“)